# 누에바에스파르타주

누에바에스파르타 주의 위치

누에바에스파르타 주의 기

누에바에스파르타 주의 문장

누에바에스파르타주(스페인어: Estado Nueva Esparta)는 베네수엘라 북동부 카리브해 연안에 위치한 리워드앤틸리스 제도에 있는 주로 주도는 라아순시온이며 면적은 1,150km2, 인구는 491,610명(2010년 기준)이다. 1909년에 신설되었으며 11개 지방 자치체를 관할한다. 베네수엘라에서 유일하게 섬으로만 구성된 주이기도 하다. 주 이름은 베네수엘라 독립 전쟁 당시에 주민들의 영웅적인 행동이 고대 그리스의 도시 국가인 스파르타의 병사들을 연상시킨다고 해서 붙여진 이름이다.

## 같이 보기
- 베네수엘라의 주